# Стефан Льежский
Стефан Льежский (около 850 — 16 мая 920) — епископ Льежа, агиограф и автор церковной музыки.

## Биография
Родом из знатной франкской семьи. После окончания школы при кафедральном соборе Меца (собор Святого Стефана) стал каноником этого собора и аббатом Лоббского монастыря. В 901 году избран главой Льежской епархии. В подчинении Стефана находилось несколько монастырей, переданных ему королём Германии (Восточно-Франкского королевства) Людовиком IV Дитятей и королём Франции (Западно-Франкского королевства) Карлом III Простоватым. Уделял большое внимание восстановлению монастырей и других сакральных объектов, разрушенных норманнами.
Автор нескольких житий, в том числе известного жития святого Ламберта. Стефан Льежский — автор песнопения в честь Святой Троицы In Festi Sanctisissimae Trinitatis, используемого в Католической церкви на богослужениях праздника Святой Троицы. Ему также приписывается авторство множества других литургических песнопений.
Стефан Льежский был похоронен в крипте кафедрального собора Святого Ламберта (разрушенного в середине 1790-х годов) в Льеже.